# Etihad Airways
Etihad Airways är ett flygbolag från Förenade Arabemiraten.
Etihad Airways är Förenade Arabemiratens nationella flygbolag och har sin hubb i huvudstaden Abu Dhabi. Bolaget grundades i juli 2003 och i november samma år startade de första kommersiella flygningarna. Etihad flyger till 116 destinationer i 68 länder (oktober 2015) ensam samt totalt 580 tillsammans med sina 49 partners. Totalt har flygbolaget 120 st plan i sin flotta, varav 10 fraktplan.
Etihad Airways sponsrar de fotbollsrelaterade Etihad Stadium Melbourne, Major League Soccer, Al Ain FC, Manchester City FC, Melbourne City FC och New York City FC. De sponsrar även Formula 1 Abu Dhabi Grand Prix och GAA Hurling All-Ireland Senior Championship.

## Flotta

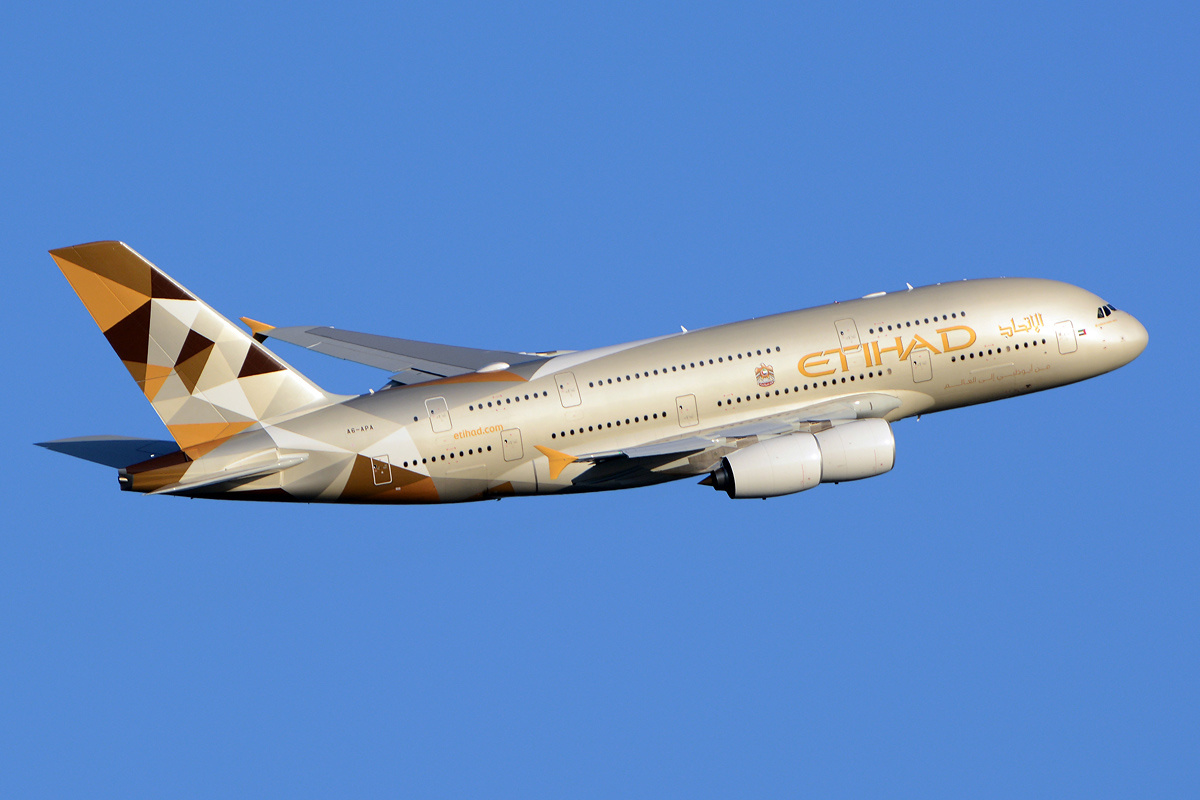
Ett Airbus A380 i Etihads färger.

Etihad Airways flotta 20 mars 2016.
| Airbus       | Airbus | Airbus | Airbus | Airbus | Airbus | Airbus   | Boeing       | Boeing | Boeing | Boeing | Boeing | Boeing | Frakt        | Frakt |
|              |        | Säten  | Säten  | Säten  | Säten  | Säten    |              |        | Säten  | Säten  | Säten  | Säten  |              |       |
| Flygplanstyp | Antal  | TC     | FC     | BC     | EC     | Totalt o | Flygplanstyp | Antal  | FC     | BC     | EC     | Totalt | Flygplanstyp | Antal |
| ------------ | ------ | ------ | ------ | ------ | ------ | -------- | ------------ | ------ | ------ | ------ | ------ | ------ | ------------ | ----- |
| A319-100     | 2      | -      | -      | 16     | 90     | 106      | B777-200LR   | 5      | 8      | 40     | 177    | 225    | A330-200F    | 4     |
| A320-200     | 23     | -      | -      | 16     | 120    | 136      | B787-9       | 5      | 8      | 28     | 199    | 235    | B747-8F      | 1     |
| A321-200     | 8      | -      | -      | 16     | 158    | 174      | B777-300ER   | 6      | 8      | 30     | 308    | 346    | B777-200F    | 3     |
| A330-200     | 20     | -      | -      | 22     | 240    | 262      | B777-300ER   | 7      | 8      | 40     | 280    | 328    | B747-400F    | 2     |
| A330-300     | 6      | -      | 8      | 32     | 191    | 231      | B777-300ER   | 6      | -      | 40     | 340    | 380    |              |       |
| A340-500     | 3      | -      | 12     | 28     | 200    | 240      | B777-300ER   | 6      | -      | 28     | 384    | 412    |              |       |
| A340-600     | 7      | -      | 8      | 32     | 276    | 316      |              |        |        |        |        |        |              |       |
| A380-800     | 4      | 2      | 9      | 70     | 417    | 498      |              |        |        |        |        |        |              |       |

## Utmärkelser[8]
ATW Awards 2016
- Airline of the Year 2016

ADEAP Awards for Excellence 2015
- Best Employee - Technical
- Excellent Entity in Human Resources Development
- Excellent Entity in Risk Management & Sustainable Business
- Outstanding Internal Improvement

2015 MENA HR Excellence Awards
- Nationalisation Initiative of the Year

2015 World Air Cargo Awards
- Cargo Airline of the Year

2015 World Travel Awards Middle East
- Middle East´s Leading Airlines
- Middle East´s Leading Cabin Crew

2015 Business Traveller Middle East Awards
- Airlines with Best Frequent Flyer Program
- Best Airport Lounge in the Middle East

2015 Freddie Awards
- Best Elite Program (Etihad Guest)
- Best Affinity Credit Card (ADIC Etihad Guest Card)

2015 Supply Chain & Transport Awards
- Air Cargo Operator of the Year

2015 Luxury Travel Magazine
- Best First Class Airline

2015 Air Transport News
- Cargo Airline of the Year

2015 Aviation 100 Awards - Airline Economics Magazine
- Airline of the Year